# جیمز ایجی
جیمز روفوس اِیجی (به انگلیسی: James Rufus Agee) روزنامه‌نگار، فیلم‌نامه‌نویس، شاعر، منتقد فیلم و مؤلف آمریکایی و برنده جایزه پولیتزر برای داستان در سال ۱۹۵۸ بود.

## کتابشناسی
- ملکه آفریقایی
- مرگ در خانواده (برنده جایزه پولیتزر)